# Béganne
Béganne (Begaon trong tiếng Bretagne) là một xã ở tỉnh Morbihan, vùng Bretagne tây bắc Pháp. Xã này có diện tích 35,5 km², dân số năm 1999 là 1307 người. Khu vực này có độ cao từ 0-87 mét trên mực nước biển.
Cư dân của Béganne danh xưng trong tiếng Pháp là Bégannais.